# Jakob von der Linde
Jakob von der Linde, född 24 augusti 1612, död 9 december 1668 i Stora Malms församling, var en svensk friherre och ämbetsman.

## Biografi
von der Linde var son till kammarrådet Erik Larsson von der Linde av ätten von der Linde och Vendla Lohrman. Han blev 17 mars 1627 student vid Leidens universitet och arbetade från 9 april 1640 som assessor i Svea hovrätt. Han var även häradshövding i Östernärke. von der Linde adlades 14 maj 1651 till friherre till Lindeborg, tillsammans med sina bröder Erik von der Linde och Lorens von der Linde (ätten introducerades i Sveriges riddarhus 1654 som nummer 38). Han avskedades från tjänsten som assessor 1663 för ålder och opasslighet. von der Linde avled 1668 på Stora Djulö och begravdes i Stora Malms kyrka, där hans begravningsvapen sattes upp.
von der Linde ägde gårdarna Stora Djulö i Stora Malms socken, Katrineholms gård i Stora Malms socken och Vegersberg i Floda socken.

### Familj
von der Linde gifte sig 26 mars 1637 med Carin Gyllenhorn (död 1670). Hon var dotter till hovjunkaren Josua Gyllenhorn och Gertrud Mauritzdotter Laxman. De fick tillsammans barnen Gertrud von der Linde (död 1701) som var gift med generalmajoren Johan von Vietinghoff, Helena von der Linde (död 1692) som var gift med ryttmästaren Johan Gyllenpistol, Catharina von der Linde som var gift med vice holmamiralen Per Rosenholm, Vendela von der Linde, Christina von der Linde (1645–1697) som var gift med landshövdingen Balthasar Gyldenhoff, Görvel von der Linde (född 1645) och överstelöjtnanten Gustaf von der Linde (1646–1676).